# Naginata
Naginata er et japansk våben, der kan sammenlignes med det europæiske våben hellebard.

## Historie
Naginata kan spores tilbage til Heian-perioden (794-1185), hvor japanske krigere, herunder munke anvendte våbnet naginata.
Naginata i det feudale Japan (før 1868) blev blev anvendt i forbindelse med kampkunsten Naginata-jutsu (kanji: 長刀術). Naginatajutsu fra Japans feudale tidsperiode adskiller sig fra den moderne form, der kaldes for Naginata-do (kanji: 長刀道), der stammer fra tidsperioden efter år 1868. Den helt moderne Naginatado-form (efter år 1959), kaldes for Atarashii Naginata (kanji: 新しい長刀, ”New Naginata”).

## Naginata som våben
Naginata er et militært våben, bestående af en lang træstav af eg, hvor der er påsat et ca. 75 cm kurvet skarpt metalblad på den ene ende af staven. Våbnets totale rækkevidde er over 2 meter. Dette våben sammen med en 'naginata' udelukkende af træ anvendes i forbindelse med naginatajutsu.
Inden for naginatado anvendes en attrap for det militære våben, naginata, der er fremstillet af bambus. Desuden anvendes en 'naginata' af træ ligesom i naginatajutsu.
Både den militære stilart (Naginatajutsu) og den moderne form (Naginatado) anvender naginata, der er fremstillet af træ i forbindelse med kata. 'Naginata' i bambusform anvendes kun inden for naginatado i forbindelse med sportstræning og konkurrencer.

## Formål og metode
Formålet med Naginatajutsu var krigsførelse, hvor træningsmetoden var baseret på bujutsu og var kata. Til dette formål blev der anvendt den autentiske naginata samt naginata af træ.
Formålet med Naginatado er ikke krigsførelse, men fysisk træning, underholdning og sport (konkurrence). Til dette formål bliver træningsmetoden, shinbudo, benyttet og det primære træningsredskab bambus-naginata anvendes i træningen.

## De gamle skoler
Følgende ryū fra Japans feudale tidsperiode (før 1868) træner Naginatajutsu:
- Araki-ryu kogusoku. - Stiftet ca. 1573.
- Higo Ko-ryu naginatajutsu. - Stiftet tidlig i Tokugawa perioden (starten af 1600-tallet).
- Kashima Shinto-ryu kenjutsu. - Stiftet ca. 1530.
- Maniwa Nen-ryu kenjutsu. - Stiftet 1368.
- Tendo-ryu naginatajutsu. - Stiftet 1582.
- Tenshin Shoden Katori Shinto-ryu heiho. - Stiftet ca. 1447.
- Toda-ha Buko-ryu naginatajutsu. - Stiftet ca. 1560.
- Yoshin-ryu naginatajutsu. - Stiftet tidlig i Tokugawa perioden (starten af 1600-tallet).

## De moderne skoler
Naginatado stammer fra tidsperioden efter år 1868 og organiseres af flere forbund, heraf:
- International Naginata Federation (INF).